# Euploea ledereri
Euploea ledereri är en fjärilsart som beskrevs av Felder 1860. Euploea ledereri ingår i släktet Euploea och familjen praktfjärilar. Inga underarter finns listade i Catalogue of Life.